# Dovhomostîska, Mostîska
Dovhomostîska (în ucraineană Довгомостиська) este localitatea de reședință a comunei Dovhomostîska din raionul Mostîska, regiunea Liov, Ucraina.

## Demografie
Componența lingvistică a localității Dovhomostîska
     Ucraineană (99,48%)
     Alte limbi (0,13%)
Conform recensământului din 2001, majoritatea populației localității Dovhomostîska era vorbitoare de ucraineană (99,48%), existând în minoritate și vorbitori de alte limbi.